# Michael Jackson's This Is It (album)
Michael Jackson's This Is It (ili prostije, „This Is It“) je kompilacioni album američkog izvođača Majkla Džeksona. Izdat od strane Epik rekordsa 26. oktobra 2009, „This Is It“ se sastoji od dva diska na kojim se nalaze pevačevi raniji hitovi kao i do tada neobjavljeni materijal. Kompilacija je izdata uporedo sa filmom „Michael Jackson's This Is It“, dokumentarcem koji prikazuje Džeksonove pripreme za njegovu poslednju koncertnu seriju. „This Is It“ je šesti album izdat nakon Džeksonove smrti u junu 2009. Prethodnih pet bili su:  i „The Remix Suite“.
„Michael Jackson's This Is It“ je dostupan kao kompakt-disk i kao EP. Debitovao je na čelu četrnaest zemalja, uključujući i Sjedinjenih Američkih Država, Ujedinjenog Kraljevstva, Kanade, Japana, Italije i Francuske. Osim u Finskoj gde je zauzimao 11. mesto, u ostalim zemljama se nalazio među deset najboljih. Sertifikovan zlatnim i platinastim tiražom na mnogim tržištima, „This Is It“ je bio dvanaesti najprodavaniji album 2009. godine u Sjedinjenim Državama i treći na svetu. Izdanje je primilo različite ocene od kritičara; mnogi su smatrali da je ono samo pokušaj velike zarade a na odavanje počasti Džeksonu. Album je prodat u oko sedam miliona kopija širom sveta

## Lista pjesama
Prvi disk
-{
- „Wanna Be Startin' Somethin'“
- „Jam“
- „They Don't Care About Us“
- „Human Nature“
- „Smooth Criminal“
- „The Way You Make Me Feel“
- „Shake Your Body (Down to the Ground)“
- „I Just Can't Stop Loving You“
- „Thriller“
- „Beat It“
- „Black or White“
- „Earth Song“
- „Billie Jean“
- „Man in the Mirror“
- „This Is It“
- „This Is It (Orchestra Version)“

Drugi disk
- „She's Out Of My Life“ (Demo)
- „Wanna Be Startin' Somethin'“ (Demo)
- „Beat It (Demo)“
- „Planet Earth“ (Poema)

}-